# Allium oreodictyum
Allium oreodictyum — вид рослин з родини амарилісових (Amaryllidaceae); поширений у Таджикистані й Узбекистані.

## Поширення
Поширений у Таджикистані й Узбекистані.